# Stephanus (St. Gallen)
Stephanus war einer lokalen Überlieferung zufolge ein Gefährte von Gallus und womöglich dessen Nachfolger als Vorsteher der klösterlichen Gemeinschaft in St. Gallen. In den Quellen erscheint er zusammen mit Magulfus als Hüter am Grab des Gallus.